# 塞奇威克 (緬因州)
塞奇威克（英語：Sedgwick）是一個位於美國緬因州漢考克縣的市鎮。

## 人口
根據2020年美國人口普查的數據，塞奇威克的面積為80.45平方千米，當中陸地面積為69.90平方千米，而水域面積為10.54平方千米。當地共有人口1202人，而人口密度為每平方千米15人。